# Joseph Ritter
Joseph Elmer Ritter (ur. 20 lipca 1892 w New Albany, zm. 10 czerwca 1967 w Saint Louis) – amerykański duchowny katolicki, arcybiskup Indianapolis (1934–1946) i Saint Louis (1946–1967), od 16 stycznia 1961 kardynał.

## Życiorys
Po ukończeniu seminarium w Saint Meinrad otrzymał święcenia kapłańskie 30 maja 1917 z rąk biskupa rodzinnej diecezji Indianapolis Josepha Chartranda. Pracował duszpastersko do 1933 roku, kiedy to otrzymał nominację na biskupa pomocniczego Indianapolis. Sakrę przyjął z rąk biskupa Chartranda. W następnym roku objął funkcję biskupa ordynariusza w tejże diecezji. 21 października 1944 Indianapolis podniesiono do rangi archidiecezji, a tym samym Ritter otrzymał tytuł arcybiskupa. 
20 lipca 1946 rozpoczął się w jego życiu nowy i zarazem ostatni rozdział - przeniesiono go bowiem na arcybiskupstwo Saint Louis, które zostało osierocone po nagłej śmierci kardynała Johna Glennona. Na tym stanowisku pozostał przez 21 lat, aż do śmierci. Choć nie był tak dobrym oratorem jak jego poprzednik, to dał się za to poznać jako dobry administrator. Papież Jan XXIII nadał mu w 1961 roku kapelusz kardynalski z tytułem prezbitera Santissimo Redentore e Sant’Alfonso in Via Merulana. Sprzeciwiał się stanowczo segregacji rasowej. Katolikom, którzy dyskryminowali innych odmawiał komunii. W czasie Soboru watykańskiego II miał raczej liberalne poglądy. Zmarł na zawał serca i pochowany został w katedrze w Saint Louis.